# The Maine
The Maine ist eine im Jahre 2007 gegründete US-amerikanische Rockband aus Tempe, Arizona.

## Bandgeschichte

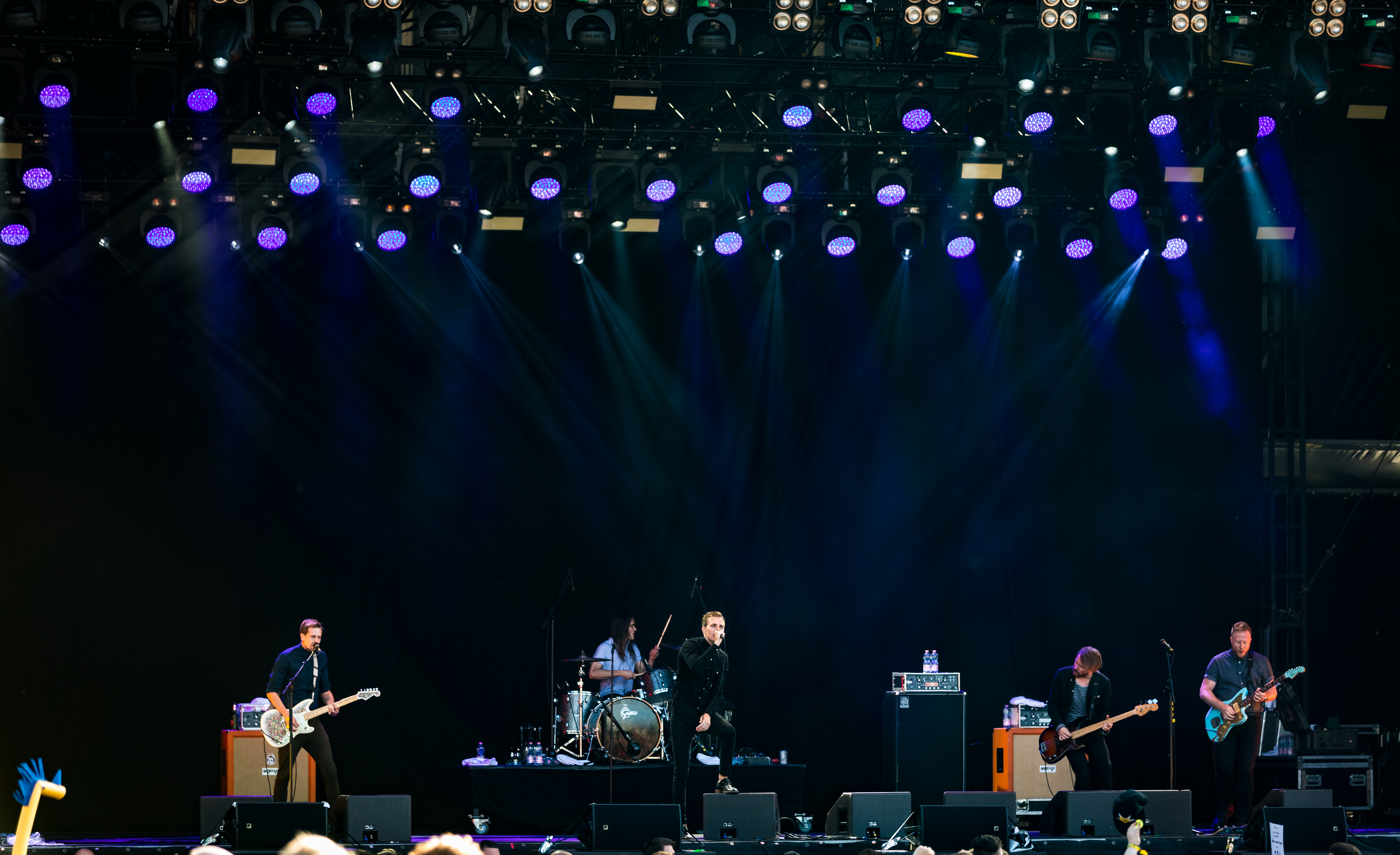
The Maine live bei Rock am Ring 2018

In der Gründungszeit der Band, im Januar 2007, ging ein Teil der Bandmitglieder zusammen auf die gleiche Highschool in Phoenix, Arizona. Schlagzeuger Pat Kirch und Bassist Garrett Nickelsen wollten nach unzählig wechselnden Garagenbands endlich eine eigene Band gründen, die ihren Vorstellungen entsprach. Auf gleiche Interessen trafen sie dabei auf Sänger John O’Callaghan und Zweitstimme und Gitarrist Kennedy Brock. Im Frühjahr 2007 nahmen sie ihre erste eigen produzierte EPs namens Stay Up, Get Down auf, diese erschien im darauf folgenden Sommer 2007.
Durch ihre enorme Online-Präsenz auf Plattformen, wie Myspace und Buzznet, wurde recht schnell ein Major-Label auf sie aufmerksam. Bei ihrem ersten Konzert spielte die Band vor über 600 Fans, unter denen auch ein Agent des Musiklabels Fearless Records war. Zusammen mit ihrem neuen Zweitgitarristen Jared Monaco unterschrieben sie den Plattenvertrag Ende Oktober 2007.
Am 11. Dezember 2007 erschien ihre zweite EP The Way We Talk unter Fearless Records. In den US Billboard Top Independent Album Charts stieg sie auf Platz 10 ein. 2008 tourten sie intensiv durch die USA. Sie spielten unter anderem bei der Warped Tour und der Soundtrack Of Your Summer Tour; bei letzterer zusammen mit Good Charlotte, Boys Like Girls und Metro Station.
Ihre erste LP namens Can't Stop, Won't Stop erschien am 8. Juli 2008, diese wurde von Matt Squire produziert. Mit 12.000 verkauften Kopien in der ersten Woche stieg das Album auf Platz 4 der US Billboard Top Independent Album Charts und auf Platz 40 der Billboard Top 200 ein.
Im Dezember 2008 erschien ihre Weihnachts-EP „...And a Happy New Year“, die auch ein Cover des Wham! - Songs „Last Christmas“ enthielt. Zusätzlich erschien im Juli 2009 die Deluxe-Edition der ersten Studio-LP „Can't Stop, Won't Stop“, inklusive einer bandeigenen Dokumentation mit dem Titel „In Person“.
Im Juli 2010 erschien nach vorzeitiger Veröffentlichung der Singles „Inside Of You“ und „Growing Up“ ihr zweites Studioalbum „Black & White“, das sich stilistisch durchaus von den vorausgehenden Ausgaben unterscheidet. So kombinierten sie Vintagerock mit modernen Independent-Einflüssen und distanzierten sich somit vom reinen kommerziellen Pop-Punk.
Die Single „Every Road“ der Band wurde für den Soundtrack des Films „Blue Crush 2“ verwendet.
Das zweite Studioalbum heißt Pioneer und wurde am 6. Dezember 2011 veröffentlicht, im Jahr 2013 folgte das Album Forever Halloween, welches sich bei den Billboard-200-Charts auf Platz 39 platzieren konnte.
Im Sommer 2014 wurde bekannt gegeben, dass The Maine an einem neuen Album arbeiten. Die erste Single des Albums American Candy, English Girls, erschien am 10. Februar 2015. Das Album selbst wurde am 31. März 2015 veröffentlicht. Die Band tourte im März und April 2016 zusammen mit Mayday Parade in den USA. Des Weiteren wurde bestätigt, dass The Maine auf der Warped Tour 2016 spielen werden.
Am 7. April 2017 erschien ihr sechstes Studioalbum „Lovely Little Lonely“, mit dem sie sowohl die USA als auch Europa im selben Jahr tourten. Am 29. März 2019 folgte die Veröffentlichung ihres siebten Albums „You Are OK“, mit dem sie ebenfalls auf Tour gingen.
Am 12. Juli 2021 veröffentlichte die Band ihr achtes Studioalbum „XOXO: From Love and Anxiety in Real Time“. Am 1. August 2023 erschien ihr neuntes Album „The Maine“.

## Diskografie

### Studioalben
| Jahr | Titel                                    | Höchstplatzierung, Gesamtwochen, AuszeichnungChartsChartplatzierungen (Jahr, Titel, Platzierungen, Wochen, Auszeichnungen, Anmerkungen) | Anmerkungen                            |
| Jahr | Titel                                    | US | Anmerkungen                            |
| ---- | ---------------------------------------- | --- | -------------------------------------- |
| 2008 | Can’t Stop, Won't Stop                   | US40 (5 Wo.)US | Erstveröffentlichung: 8. Juli 2008     |
| 2010 | Black & White                            | US16 (3 Wo.)US | Erstveröffentlichung: 12. Juli 2010    |
| 2011 | Pioneer                                  | US90 (1 Wo.)US | Erstveröffentlichung: 2. Dezember 2011 |
| 2013 | Forever Halloween                        | US39 (1 Wo.)US | Erstveröffentlichung: 4. Juni 2013     |
| 2015 | American Candy                           | US37 (1 Wo.)US | Erstveröffentlichung: 31. März 2015    |
| 2017 | Lovely, Little, Lonely                   | US32 (1 Wo.)US | Erstveröffentlichung: 7. April 2017    |
| 2019 | You Are OK                               | US52 (1 Wo.)US | Erstveröffentlichung: 29. März 2019    |
| 2021 | XOXO: From Love and Anxiety in Real Time | — | Erstveröffentlichung: 12. Juli 2021    |
| 2023 | The Maine                                | — | Erstveröffentlichung: 1. August 2023   |

### Livealben
- 2010: Never Shout Never & The Maine
- 2019: Live at the Orpheum Theatre

### Kompilationen
- 2018: Less Noise: A Collection of Songs by a Band Called The Maine

### EPs
| Jahr | Titel                    | Höchstplatzierung, Gesamtwochen, AuszeichnungChartsChartplatzierungen (Jahr, Titel, Platzierungen, Wochen, Auszeichnungen, Anmerkungen) | Anmerkungen                             |
| Jahr | Titel                    | US | Anmerkungen                             |
| ---- | ------------------------ | --- | --------------------------------------- |
| 2008 | ...And a Happy New Year  | US195 (1 Wo.)US | Erstveröffentlichung: 8. Dezember 2008  |
| 2010 | In Darkness and in Light | US93 (1 Wo.)US | Erstveröffentlichung: 27. Dezember 2010 |

Weitere EPs
- 2007: Stay Up, Get Down
- 2007: The Way We Talk
- 2009: This Is Real Life EP
- 2010: Daytrotter Session
- 2012: Good Love – The Pioneer B-Sides
- 2013: Imaginary Numbers
- 2014: Rdio Sessions
- 2016: Covers
- 2017: ...And to All a Good Night

### Singles
- 2007: The Way We Talk
- 2009: Into Your Arms
- 2010: Inside You
- 2010: Growing Up
- 2011: Some Days
- 2011: Don't Give Up on "Us"
- 2012: You'll Never Know
- 2013: Happy
- 2014: Ugly on the Inside
- 2015: English Girls
- 2015: Miles Away
- 2016: Love Yourself
- 2017: Bad Behavior
- 2017: Black Butterflies and Déjà Vu
- 2017: I Only Wanna Talk to You
- 2017: How Do You Feel?
- 2019: Numb Without You
- 2019: My Best Habit
- 2019: Broken Parts
- 2021: Sticky
- 2021: April 7th
- 2021: Lips
- 2021: Pretender
- 2022: Loved You a Little
- 2022: Box in a Heart
- 2023: Blame
- 2023: How to Exit a Room
- 2023: Dose No. 2
- 2023: Thoughts I Have While Lying in Bed
- 2023: Leave in Five
- 2024: Touch